# Serra de Urbión

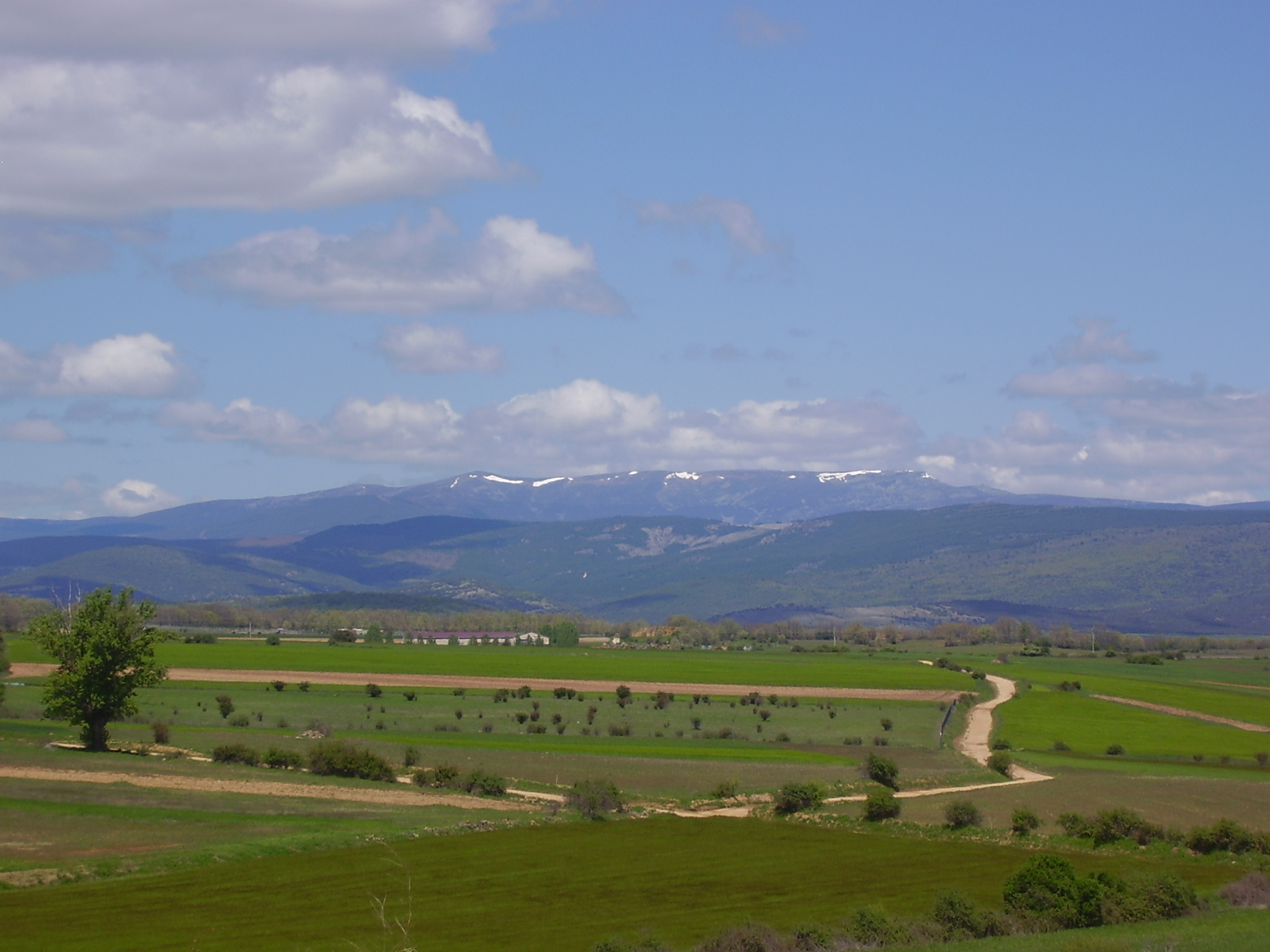
Serra de Urbión

A serra de Urbión ou picos de Urbión (em castelhano:  Sierra de Urbión/Picos de Urbión) é uma serra situada na província de Sória, em Espanha, e onde nasce o rio Douro. Pertence ao Sistema Ibérico.